# Lúcio Valério Flaco (cônsul em 152 a.C.)
Lúcio Valério Flaco (m. 152 a.C.; em latim: Lucius Valerius Flaccus) foi um político da gente Valéria da República Romana eleito cônsul em 152 a.C. com Marco Cláudio Marcelo. Era filho de Lúcio Valério Flaco, cônsul em 195 a.C., e pai de Lúcio Valério Flaco, cônsul em 131 a.C..

## Carreira
Foi edil curul em 163 a.C., ano no qual se realizou os Jogo Megalenses no qual estreou a peça "Heautontimorumenos", de Terêncio. Em 155 a.C., foi pretor. Três anos depois, Valério foi eleito cônsul com Marco Cláudio Marcelo, que exercia o consulado pela terceira vez. A única coisa que sabemos sobre ele é que morreu enquanto ocupava o cargo.